# Мартен, Анри (коммунист)
Анри́ Марте́н (фр. Henri Martin; 23 января 1927 года, Люнри — 17 февраля 2015 года, Пантен) — французский коммунист, участник движения Сопротивления, матрос ВМС Франции. В 1950 году был осуждён французским судом к пяти годам тюремного заключения за распространение антивоенных листовок, направленных против Индокитайской войны. Дело Анри Мартена вызвало большой общественный резонанс как во Франции, так и за её пределами.

## Биография
Анри Мартен родился в 1927 году в коммуне Люнри департамента Шер в семье рабочего. Помимо него в семье было ещё две дочери.
В 1943 году Мартен в возрасте 16 лет присоединился к партизанам-коммунистам маки и начал участвовать в боевых операциях против немецких оккупантов. Принимал участие в пуске под откос вражеского поезда.
В 1944 году официально вступил во Французскую компартию.
В 1945 году Анри Мартен добровольцем записался во французский военно-морской флот для того, чтобы бороться против японских милитаристов на Тихом океане. Войну против Японии Мартен воспринимал как продолжение антифашистской борьбы. Однако ко времени прибытия на место службы Япония уже капитулировала перед союзниками, и французская армия была брошена на подавление вьетнамского партизанского движения Вьетминь.
Анри Мартен, сам будучи коммунистом, отказывался участвовать в боевых действиях против вьетнамских коммунистов и безуспешно пытался расторгнуть заключенный им на пять лет контракт службы на флоте. В 1947 году он был переведён назад во Францию и определён продолжить службу на военно-морской базе в порту Тулон. В Тулоне в июне 1949 года Мартен организовал из своих сослуживцев подпольную группу, которая занималась распространением антивоенных листовок, направленных против войны в Индокитае. В марте 1950 года группа была раскрыта военной полицией, и Мартен с товарищами были арестованы. 20 октября того же года военный трибунал приговорил Мартена к пяти годам тюремного заключения.
Дело Анри Мартена вызвало большой общественный резонанс. В самой Франции и за её пределами при содействии Французской коммунистической партии устраивались акции солидарности и митинги в поддержку Мартена, собирались подписи для его освобождения. В защиту Мартена выступили писатели Жан Кокто, Жан-Поль Сартр и Элен Пармелен. Имя Анри Мартена, как и имя Раймонды Дьен, активно использовалось в советской пропаганде в качестве примера неприятия французским народом «преступной войны в Индокитае».

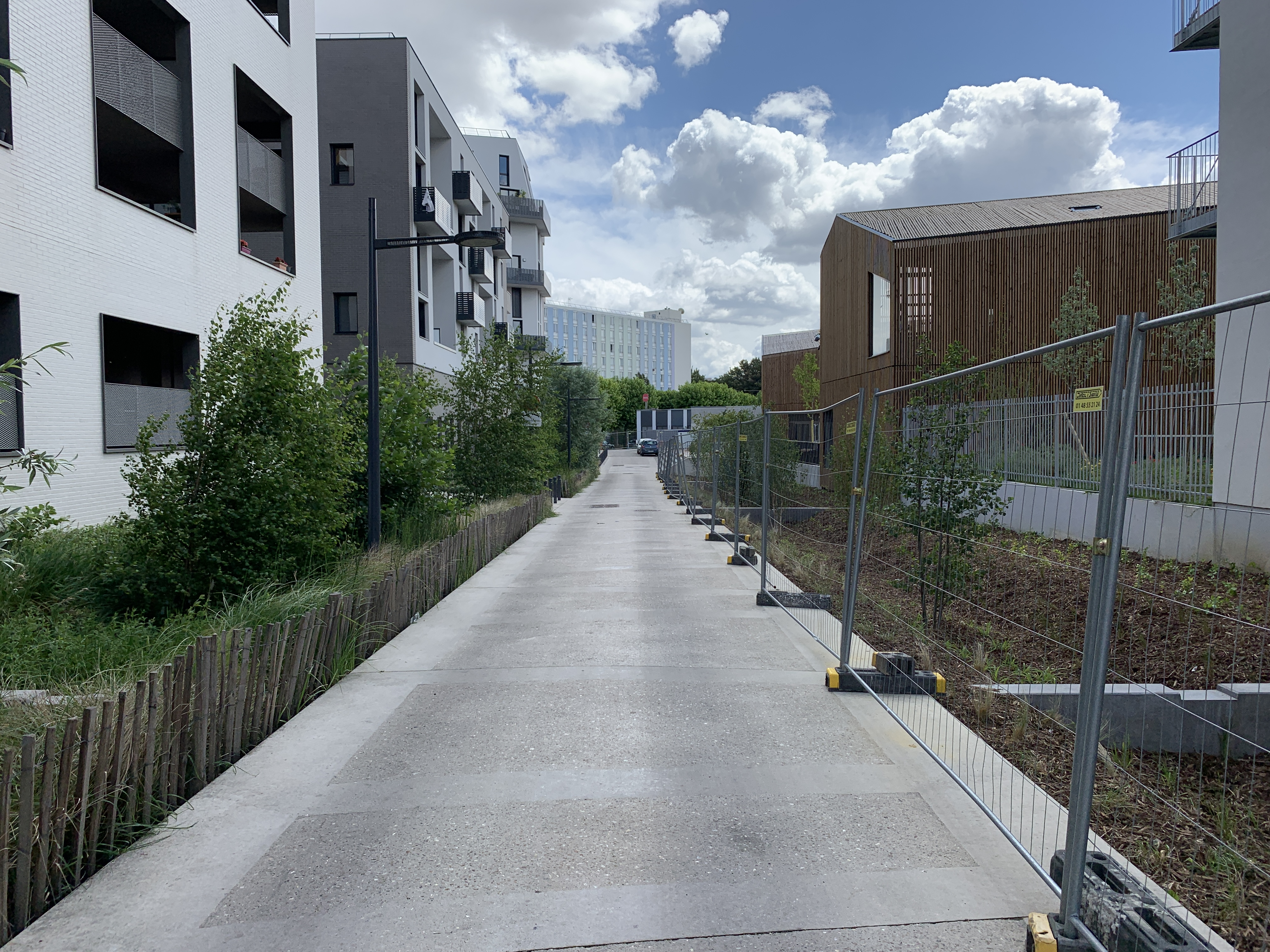
Улица имени Анри Мартена
(Сен-Дени, Франция, 2020 год)

В августе 1953 года Анри Мартен был досрочно освобождён. После выхода из тюрьмы Мартен начал активную деятельность во Французской компартии. Занимал руководящие должности во Французском комсомоле. В 1957 году Анри Мартен был одним из делегатов VI всемирного фестиваля молодёжи и студентов в Москве. В 1964 году введён в состав ЦК Французской коммунистической партии. Был директором Центральной партийной школы. В 1969 году был одним из руководителей избирательной кампании Жака Дюкло — кандидата в президенты Франции от компартии. На 1982 год продолжал оставаться членом ЦК ФКП.
Анри Мартен умер 17 февраля 2015 года в коммуне Пантен (пригород Парижа).

## В искусстве
В 1953 году советский скульптор Н. Зеленская создала скульптуру «Защитник Вьетнама французский матрос Анри Мартен». В настоящее время скульптура хранится в Феодосии в музее В. Мухиной.